# كازو شينوهارا
كازو شينوهارا (باليابانية: 篠原一男 ) (و. 1925 – 2006 م) هو مهندس معماري، وأستاذ جامعي ياباني، ولد في شيزوكا، شيزوكا، توفي في كاواساكي، كاناغاوا، عن عمر يناهز 81 عاماً.
.

## التعليم
تعلم في معهد طوكيو للتكنولوجيا.

## جوائز
حصل على جوائز منها:
- الميدالية بنفسجية الشريط  [لغات أخرى]‏ (1990).